# Katharina Otte
Katharina Otte (Hamburgo, 29 de mayo de 1987) es una exjugadora alemana de hockey sobre césped.

## Trayectoria
Otte tuvo su debut olímpico en Londres 2012. En los Juegos Olímpicos de Río 2016 obtuvo la medalla de bronce, al derrotar a Nueva Zelanda en el partido por el tercer puesto.